# 大沼澤城 (明尼蘇達州)
大沼澤城（英語：Grand Marais）是一個位於美國明尼蘇達州庫克縣的都市。根據2010年美國人口普查，該地共人口1351人，而該地的面積約為7.51平方千米。同時該地也是庫克縣的縣治。

## 地理
大沼澤城的座標為47°45′14″N 90°20′07″W / 47.75389°N 90.33528°W，而該地的平均海拔高度為188米（即617英尺）。